# .ee
A .ee Észtország internetes legfelső szintű tartomány kódja, melyet 1992-ben hoztak létre.